# Żmigród (gmina)
Żmigród est une gmina mixte du powiat de Trzebnica, Basse-Silésie, dans le sud-ouest de la Pologne. Son siège est la ville de Żmigród, qui se situe environ 22 km au nord-ouest de Trzebnica, et 40 km au nord de la capitale régionale Wrocław.
La gmina couvre une superficie de 292,14 km2 pour une population de 15 032 habitants.

## Géographie
La gmina est bordée par les gminy de Miłki, Mrągowo, Orzysz, Piecki, Pisz, Ruciane-Nida et Ryn.

## Jumelage
- Bargteheide (Allemagne) depuis le 8 septembre 2001[2]